# Laeticia Amihere
Laeticia Amihere (ur. 10 lipca 2001 we Mississaudze) – kanadyjska koszykarka występująca na pozycjach niskiej lub silnej skrzydłowej, reprezentantka kraju, obecnie zawodniczka Atlanty Dream, w WNBA.

## Osiągnięcia
Stan na 5 marca 2024, na podstawie, o ile nie zaznaczono inaczej.

### NCAA
- Mistrzyni:
  - NCAA (2022)
  - turnieju konferencji Southeastern (SEC – 2020, 2021, 2023)
  - sezonu regularnego SEC (2020, 2022, 2023)
- Uczestniczka rozgrywek NCAA Final Four (2021–2023)
- Zaliczona do I składu:
  - turnieju NCAA Hemisfair Region (2021)
  - SEC Academic Honor Roll (2020–2022)
  - SEC Women’s Basketball Community Service Team (2020–2022)

### Reprezentacja
Seniorska
- Uczestniczka:
  - igrzysk olimpijskich (2020 – 9. miejsce[4], 2024 – 11. miejsce[5])
  - mistrzostw:
    - świata (2022 – 4. miejsce)
    - Ameryki (2021 – 4. miejsce)

  - kwalifikacji:
    - olimpijskich (2020)
    - do mistrzostw świata (2022)

  - pre-kwalifikacji olimpijskich (2023)

Młodzieżowe
- Mistrzyni Ameryki U–16 (2015)
- Brązowa mistrzostw świata U–19 (2017)
- Uczestniczka mistrzostw świata U–17 (2016 – 7. miejsce)
- Zaliczona do I składu mistrzostw świata U–19 (2017)